# Výgonichi
Výgonichi (ruso: Вы́гоничи) es un asentamiento de tipo urbano de Rusia, capital del raión homónimo en la óblast de Briansk.
En 2021, el territorio del asentamiento tenía una población de 6627 habitantes, de los cuales 4658 vivían en el propio asentamiento y el resto repartidos en quince pedanías, de las cuales solamente cuatro superan los cien habitantes: los pueblos de Lópush y Gorodets y las aldeas de Burachovka y Miákishevo.
Se ubica a orillas del río Desná, unos 20 km al suroeste de Briansk, junto a la carretera A240 que lleva a Gómel.

## Historia
Fue fundado en 1887 como poblado ferroviario en la línea de ferrocarril de Briansk a Gómel. Su nombre hace referencia a que fue construido en tierras del pueblo homónimo, que actualmente es una pedanía de Kókino. La Unión Soviética dio al poblado ferroviario el estatus de capital de vólost en 1922 y el de capital de raión en 1929. El actual asentamiento de tipo urbano se formó a lo largo de la década de 1960, mediante la fusión del poblado ferroviario de Výgonichi con seis localidades rurales colindantes.